# Linnahall
Linnahall est une salle de concert et de sports située à Tallinn, en Estonie. Elle se trouve sur les quais à côté du port, au-delà des murs de la vieille ville. Conçue par les architectes Raine Karp et Riina Altmäe, elle a été bâtie en 1980 pour accueillir les épreuves de voile des Jeux olympiques d'été de 1980. Elle portait alors le nom de Palais de la Culture et des Sports V.I. Lénine.
La structure dispose d'un héliport desservant Helsinki, ainsi que d'un port pour la ligne de catamarans Linda.

## Géographie
Linnahall se trouve au nord de Tallinn ; le bâtiment donne sur le golfe de Finlande dans la mer Baltique. Il est accessible à 10 minutes à pied à partir de la Grande Porte Côtière, l'une des portes de l'enceinte entourant la Vieille Ville de Tallinn.

## Description
Linnahall est une structure imposante faite de dalles de béton. Elle s'élève à 7 mètres au-dessus du niveau de la mer. Les architectes voulaient relier la vieille ville au port grâce à cette installation. La construction est édifiée sur plusieurs niveaux accessibles par des rangées d'escaliers de chacun des côtés. 
Linnahall abrite une salle de concert d'une capacité d'accueil de 4600 personnes et une patinoire pouvant accueillir 3000 personnes. Les portes d'accès sont situées sur chaque niveau et de chaque côté de la structure.

## Histoire

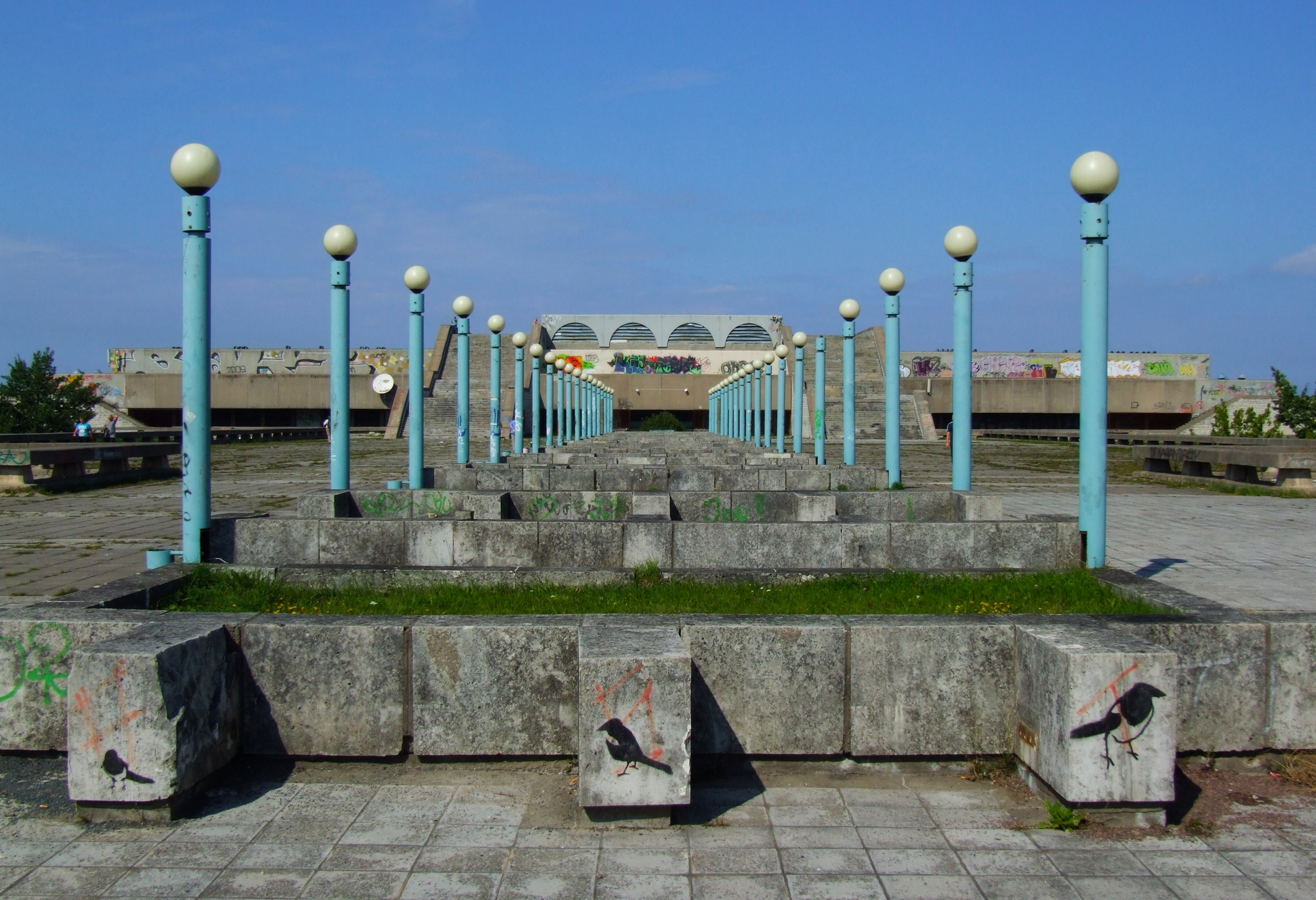
Linnahall en 2011.

Linnahall fut édifiée à la demande de Moscou pour accueillir les épreuves de voile des Jeux Olympiques de 1980. L'Estonie faisait alors partie de l'URSS sous le nom de République socialiste soviétique d'Estonie.
À cette époque, 540 personnes y étaient employés.
Elle a obtenu en 1983 le Grand Prix Interarch lors de la Biennale de l'Union internationale des architectes. 
Depuis lors, le bâtiment a accueilli des concerts, a servi de boîte de nuit, de patinoire ou de bureaux à louer. Le dernier évènement officiel s'est tenu en 2009. Aujourd'hui, 7 personnes sont employées pour des opérations de maintenance. La construction peut servir de terrain d'entrainement pour la police. 
Mais en 2010 un accord a été conclu entre la ville de Tallinn et la société Tallinn Entertainment LLC, fondée par Ronald S. Lauder, PDG du géant des cosmétiques américains, selon lequel chacun posséderait 50% dans cette entreprise commune. 
Selon les termes du contrat connus, un hôtel et un casino seront construits dans les niveaux inférieurs de la structure.
Cependant, le contrat n'a pas été matérialisé depuis et le bâtiment est aujourd'hui inutilisé.

## Héliport de Linahall

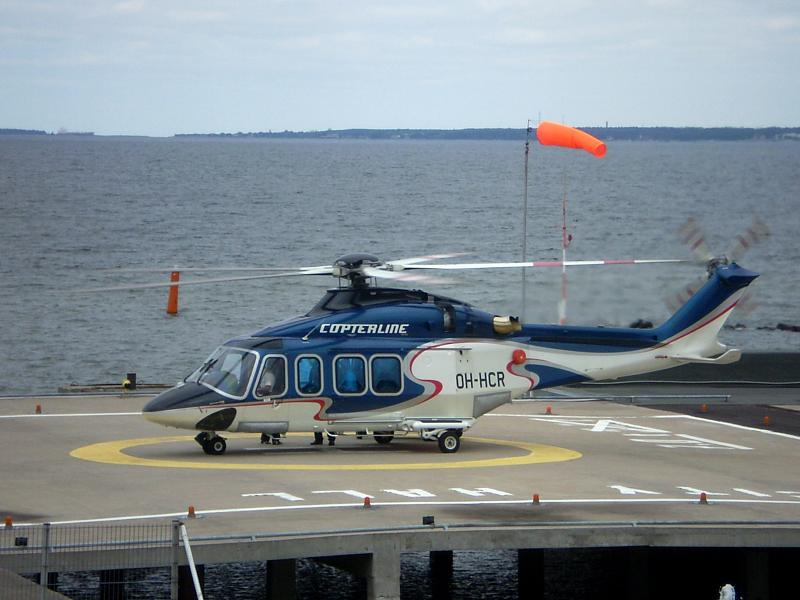
Héliport de Linahall.

L'héliport de Linahall (code IATA : CHE • code OACI : EECL) est utilisé par la compagnie Copterline pour ses vols vers l'héliport Hernesaari d'Helsinki, en Finlande. C'est le seul héliport publiquement utilisé en Estonie. 